# إيفان كوبر (لاعب كرة قدم أمريكية)
إيفان كوبر (بالإنجليزية: Evan Cooper)‏ هو لاعب كرة قدم أمريكية أمريكي، ولد في 25 يونيو 1962 في ميامي في الولايات المتحدة.

## وصلات خارجية
- إيفان كوبر على موقع مرجع كرة القدم المحترفة.كوم (الإنجليزية)